# Suffren (1824)
Pour les articles homonymes, voir Suffren.
Le Suffren est un navire de ligne de 90 canons de la marine française, navire de tête de sa classe. 
Il est le troisième navire en service français à porter le nom de Pierre André de Suffren.

## Histoire
Le Suffren est le premier navire de ligne construit avec des flancs droits, selon les spécifications de la Commission de Paris (en) au lieu du traditionnel frégatage commun aux navires de ligne.
Il participe au combat du Tage le 11 juillet 1831, sous les ordres du capitaine Trotel, comme navire amiral d'Albin Roussin, et reste au large de Lisbonne pendant un mois par la suite, quittant le Portugal le 14 août.
L'année suivante, il prend part à la bataille d'Ancône, le 22 février, transportant 1 500 fantassins. En 1838, il s'échoue près de Cadix après une tempête. Il est renfloué par les bateaux à vapeur Iéna et Phare.
Il participe à la guerre contre le Maroc en août 1844, bombardant Tanger le 6 août et débarquant des troupes à Mogador le 16.
En 1854, il prend part à la guerre de Crimée. En juillet, une épidémie de choléra dans la flotte en mer Noire fait 20 morts et 100 malades à bord. Le 17 octobre, le Suffren participe au siège de Sébastopol.
L'année suivante, il est converti en navire de transport de troupes. De 1857 à 1860, il sert d'école d'artillerie à l'École navale, avant d'être désarmé le 4 avril 1861 et transformé en ponton. Il est rebaptisé Ajax le 8 avril 1865 et démoli en 1874.